# Generator wolnych przebiegów

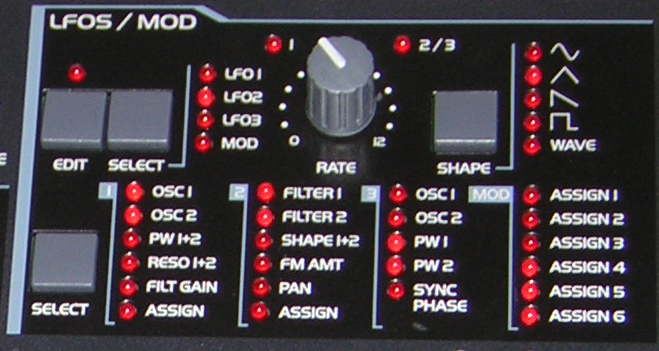
Sekcja generatorów LFO na panelu frontowym syntezatora Access Virus

Generator wolnych przebiegów, generator przebiegów wolnozmiennych, generator małej częstotliwości (ang. Low Frequency Oscillator, LFO) – oscylator produkujący przebiegi okresowe o małych częstotliwościach (zwykle od ułamka Hz do kilkudziesięciu lub kilkuset Hz). Generatory takie wykorzystywane są powszechnie w syntezatorach i innych elektronicznych instrumentach muzycznych w celu modulacji parametrów dźwięku.

## Zastosowanie

Generator LFO wyróżniony w schemacie blokowym syntezatora, wykorzystany do modulacji częstotliwości oscylatora VCO

Dzięki możliwości podłączenia do różnych bloków syntezatora w charakterze modulatora, generator LFO pozwala na uzyskanie rozmaitych efektów, wpływając na:
- wysokość dźwięku (efekt vibrato) – poprzez zmianę częstotliwości sygnału przykładⓘ
- natężenie dźwięku (efekt tremolo) – poprzez zmianę amplitudy sygnału przykładⓘ
- barwę dźwięku – poprzez zmianę kształtu sygnału lub jego widma (a dokładniej: zawartości składowych harmonicznych) przykładⓘ

## Historia
Koncepcja generatora wolnych przebiegów po raz pierwszy została zrealizowana w systemach modularnych z lat 60. i 70. Wiele wczesnych syntezatorów modularnych nie miało dedykowanych bloków LFO, a do modulacji wykorzystywano oscylatory VCO ustawione na zakres bardzo małych częstotliwości.